# Três Barras
Três Barras é um município brasileiro do Estado de Santa Catarina. Lá está localizada a Floresta Nacional de Três Barras, que oferece trilhas ecológicas onde é possível observar espécies raras da fauna brasileira. Existe no local uma unidade do ICMBio.
O Exército Brasileiro possui no território de Três Barras o maior campo de manobras de Santa Catarina e Paraná, o Campo de Instrução Marechal Hermes — CIMH. Os exercícios promovidos pelo exército chegam a mobilizar até 7.000 homens.

## História
Três Barras foi palco da Guerra do Contestado, onde não houve grandes embates, mas se apresenta como ponto estratégico para contar essa história. No final do século XIX, instalou-se no município a empresa norte-americana Southern Brazil Lumber e Colonization Company que foi a maior serraria da América Latina. A ação da empresa foi devastadora, lembrado até os dias de hoje: toda a madeira extraída dos 180.000 ha, foi vendida aos Estados Unidos para a fabricação de casas. Entretanto, a empresa construiu na cidade na época um dos melhores hospitais do país, além de trazer o terceiro projetor de cinema do Brasil, equipamento similar só existia em São Paulo e no Rio de Janeiro. A Lumber tinha suas próprias leis e funcionava com um território americano no Brasil, chegando até ser comemorado o dia da independência norte-americana, 4 de julho, em festa nas suas instalações. Em 1938, Getúlio Vargas estatizou a madeireira e cerca de 1.800 empregados ficaram desempregados. Atualmente na antiga sede da Lumber funciona aquartelamento do Campo de Instrução Marechal Hermes, que mantém parte das edificações originais. No dia 23 de Dezembro de 1960, o município foi desmembrado de Canoinhas, Santa Catarina, após o acordo de limites. Atualmente a cidade tem instalada as fábricas das empresas Rigesa, considerada na região como umas das maiores propriedades particulares de Santa Catarina e a Mili que fabrica papéis higiênicos.

## Geografia
Localiza-se a uma latitude 26º06'23" sul e a uma longitude 50º19'20" oeste, estando a uma altitude de 802 metros. Sua população em 2011 era de 18.206 habitantes, segundo estimativa IBGE.
Possui uma área de 438 km².

### Clima
O município apresenta um clima equilibrado, com verões acentuados e invernos rigorosos.